# Чвг
Чв
г — российский паровоз типа 0-4-0, выпускавшийся на немецком заводе Hanomag в 1895 и 1899 годы для Варшаво-Венской железной дороги (ширина колеи 1435 мм). Первый локомотив такого типа для данной дороги.

## Постройка
К середине 1890-х возросший объём перевозок на Варшаво-Венской дороге привёл к тому, что локомотивы с тремя движущими осями уже не могли с ним полностью справиться, а потому требовалась их замена на более сильные. Тогда дорога в 1895 году у завода Hanomag (Ганомаг) заказала свои первые паровозы типа 0-4-0. Завод поставил 22 паровоза, которые получили на дороге номера 401—422 (заводские номера 2716—2737). Они работали на насыщенном паре, при этом 4 из них имели машину-компаунд, то есть с двойным расширением пара. Положительные результаты эксплуатации новых локомотивов побудили дорогу в 1899 году заказать ещё 19 штук, включая 4 с машиной-компаунд; они получили номера 423—441 (заводские номера 3229—3247). Согласно введённой в 1912 году «Номенклатуре серий паровозов», они получили литеру Ч (с четырьмя движущими колёсными парами (тип 0-4-0)) и полное обозначение серии Чв
г — для Варшаво-Венской дороги (в) производства завода Ганомаг (г), при этом никак не различая паровозы с простой машиной и компаунд. Стоит отметить, что локомотивы Варшаво-Венской дороги значительно отличались от остальных локомотивов серии Ч русской колеи (1524 мм) и фактически кроме осевой формулы не имели с ними ничего общего.
Немецкие паровозы типа 0-4-0 имели удачную конструкцию и пользовались любовью среди машинистов, которые прозвали их «Гановерки» (пол. Hanowerki). Однако по требованию российских властей, с 1900 года дорога была вынуждена приобретать локомотивы только на российских заводах, поэтому в 1904 году заказала на Харьковском паровозостроительном заводе партию компаунд-паровозов, но немецкой конструкции (подробнее…).

## Эксплуатация
В 1915 году, в связи с отступлением российских войск из Польши, локомотивы Варшаво-Венской дороги были эвакуированы на восток, где часть из них позже переделаны на русскую колею. После окончания военных событий 10 паровозов оказались на территории независимой Польской Республики, из них 8 имели имели простую машину, а 2 — с двойным расширением; некоторые источники сообщают, что в 1926 году на территории Польши находилось 9 паровозов серии Чв
г, из которых 3 были с машиной-компаунд. В 1923 году бывшие Чв
г получили новые польские обозначения, при этом локомотивам с простой машиной присвоили серию Tp6 (товарный паровоз (T) типа 0-4-0 (p) модель 6), а с машиной-компаунд — Tp7; их трёхосным тендерам присвоили серию 15C1.
К 1938 году почти все Tp6 и все Tp7 были списаны. В 1939 году эксплуатировался только Tp6-8 (заводской номер 3241), который и был захвачен наступающими немецкими войсками. На Рейхсбане он получил обозначение 55 6101 и эксплуатировался до 1942 года, прежде чем был списан.
Польские источники также приводят информацию, что в 1939 году советскими войсками были захвачены и восстановлены Tp6-5 и Tp7-2, списанные в 1938 году и ожидающие утилизации. Позже эти паровозы были захвачены немецкими войсками, которые эксплуатировали их на оккупированных польских железных дорогах. В 1945 году Tp6-5 вернулся в Польшу, но в эксплуатацию его вводить не стали, вместо этого пустив на металлолом. Советские источники информацию о захвате паровозов серий Tp6 и Tp7 не подтверждают.

### Комментарии
1. 1 2 3 4 5 6  Паровозы с простой машиной
2. 1 2 3 4 5 6  Паровозы с машиной-компаунд